# Amélie ou le Temps d'aimer
Pour plus de détails, voir Fiche technique et Distribution.
Amélie ou le Temps d'aimer est un film français réalisé par Michel Drach et sorti en 1961.

## Fiche technique
- Titre : Amélie ou le Temps d'aimer
- Réalisation : Michel Drach
- Scénario : Michel Drach, d'après le roman Amélie Boule de Michèle Angot
- Photographie : Jean Tournier
- Cadreur : André Domage
- Décors : Antoine Mayo
- Costumes : Lucilla Mussini
- Son : Pierre Calvet
- Montage : Geneviève Winding
- Musique : Jean-Sébastien Bach
- Production : Mina Bérard
- Société de production : Port-Royal Films
- Pays de production :  France
- Format : Noir et blanc - 35 mm
- Genre : drame
- Durée : 110 minutes
- Dates de sortie : 
  - Allemagne : juin 1961 (Berlinale)
  - France : 2 septembre 1963

## Distribution
- Marie-José Nat : Amélie
- Jean Sorel : Alain
- Clotilde Joano : Fanny
- Roger Van Mullem : Monsieur Boule
- Pascale de Boysson : la servante des Boule
- Francis Dumoulin : M. Carnal
- Martine Vatel : la servante des Rueil
- Monique Le Porrier : Clara
- Sacha Briquet : Hubert
- Jean Babilée : Pierre
- Louise de Vilmorin : Loyse
- Sophie Daumier : Emmanuelle

### Revue de presse
- Frédéric Gaussen, « Amélie ou le temps d'aimer », Téléciné no 113-114, Fédération des Loisirs et Culture cinématographique (FLECC), Paris, décembre 1963-janvier 1964,  (ISSN 0049-3287)